# Weselina (obwód Razgrad)
Weselina (bułg. Веселина) – wieś w Bułgarii, w obwodzie Razgrad, w gminie Łoznica. W 2023 roku liczyła 899 mieszkańców.